# Johnny B. Goode
«Johnny B. Goode» («Джонни Би Гуд») — песня американского музыканта Чака Берри, одного из родоначальников рок-н-ролла. Песня была написана в 1955 году и впервые была выпущена 31 марта 1958 года на одноимённом сингле. С тех пор «Johnny B. Goode» исполнялась множеством музыкантов, став классическим рок-стандартом — от Элвиса Пресли и The Beatles до Sex Pistols, Judas Priest и Green Day. Занимает первое место в рейтинге 100 величайших гитарных песен всех времён по версии журнала Rolling Stone.

## Композиция и запись
Песня была написана Берри во время его турне по Новому Орлеану в 1958 году. Текст представляет собой рассказ о неграмотном, но талантливом деревенском пареньке из Нового Орлеана, который очаровал всех своей игрой на гитаре. Берри признался, что песня частично автобиографичная и что в первоначальном тексте Джонни был «цветным мальчиком», но позже был изменён на «деревенского парня». Название песни — игра слов: «Johnny B. Goode» выглядит как обычное имя и фамилия, при этом звучит по-английски как Johnny be good («Джонни, будь добр» или «Джонни, будь умницей»). Текст песни бессобытиен, и не идёт дальше описательной характеристики мастерства героя и его популярности. В итоге образ оказывается спроецирован на самого исполнителя и его игру, чему способствует также автобиографический намёк в названии песни; оно намекает на самого Берри, поскольку он родился по адресу 2520 Goode Avenue, в Сент-Луисе.
Изначально песня, в частности — её название и, по совместительству, имя главного героя, были вдохновлены Джонни Джонсоном, постоянным пианистом в группе Берри, но в итоге превратилась в песню, посвящённую в основном самому Чаку. В официальной версии событий, предоставленной журналу Rolling Stone самим Берри, песня автобиографична. Хотя некоторые элементы его истории всё таки были изменены: Берри был родом не с Глубокого Юга, а с Гуд-стрит в Сент-Луисе, городе Среднего Запада с богатыми музыкальными традициями. Также у Чака, в отличие от «Джонни», было высшее образование в области парикмахерского искусства и косметологии.
Джонсон играл на многих записях Берри, но во время записи в Chess Records на фортепиано играл Лафайет Лик, а также Вилли Диксон на басу и Фред Белоу на барабанах. Продюсерами выступили братья Леонард и Фил Чессы. Гитарный рифф в начале песни заимствован из начального соло на одной ноте в песне Луи Джордана «Ain’t That Just Like a Woman» (1946), сыгранного гитаристом Карлом Хоганом.

## Реакция и наследие
В газете The Guardian Джо Куинэн написал, что «Johnny B. Goode» — «вероятно, первая песня, когда-либо написанная о том, сколько денег музыкант может заработать, играя на гитаре». Он так же отметил, что «ни одна песня в истории рок-н-ролла так ликующе не воспевает социально-экономические корни жанра». Джейсон Липшутц написал в Billboard, что эта песня была «первой историей происхождения рок-звезды», и что она отличалась «развязностью и шоуменством, которых ещё не было на радио».
Когда Чака Берри ввели в Зал славы рок-н-ролла 23 января 1986 года, он исполнил песни «Johnny B. Goode» и «Rock and Roll Music» вместе с Брюсом Спрингстином и группой E Street Band. Эти песни, а также «Maybellene», были включены в Зал славы в список 500 песен, сформировавших рок-н-ролл. В 1999 году она была включена в Зал славы «Грэмми» за своё влияние на рок-н-ролл.
Песня включена в качестве одиннадцатого трека в Золотую Пластинку «Вояджера», и отправлена вместе с аппаратами «Вояджер-1» и «Вояджер-2» за пределы Солнечной системы.
Песня «Johnny B. Goode» исполнялась самыми разными исполнителями в разных жанрах — среди них оказались Элвис Пресли, Джерри Ли Льюис, Клифф Ричард, The Beatles, The Beach Boys, Джонни Винтер, Sex Pistols, Grateful Dead и The Carpenters. В 1969 году версия кантри-музыканта Бака Оуэнса возглавила чарт Hot Country Singles журнала Billboard. В 1972 кавер-версия песни в исполнении Джими Хендрикса заняла 35-е место в чарте UK Singles, и номер 13 в Новозеландском Топ-50 в 1986 году. Исполнение Питера Тоша достигло пика на 84-м месте в Billboard Hot 100, на 40 месте в UK Singles Chart, на 10 месте в Нидерландах и на 29 месте в Новой Зеландии в 1983 году. В 1988 году версия группы Judas Priest достигла 64-го места в чарте UK Singles.
Кавер-версия песни была исполнена в одной из самых известных сцен фильма «Назад в будущее». Главный герой Марти Макфлай в исполнении Майкла Джей Фокса играет её на школьных танцах. Песня была исполнена в «металлической интерпретации», авторами которой является группа Van Halen. Актёр объяснил своё поведение в этой сцене так: «Я хотел включить в свои движения все черты, манеры и причуды, присущие моим любимым гитаристам: Пита Таунсенда — делает рукой мельницу, Джими Хендрикс — держит гитару за спиной, и „утиная походка“ Чака Берри». Рецензент Грегори Уэйкман назвал этот момент фильма «одним из лучших музыкальных представлений в истории кино».

### Награды
| Список                                    | Издатель                   | Позиция | Год  |
| ----------------------------------------- | -------------------------- | ------- | ---- |
| 500 величайших песен всех времён          | Rolling Stone              | 33      | 2004 |
| 50 величайших гитарных соло               | Guitar World               | 12      | 2009 |
| 100 величайших гитарных песен всех времён | Rolling Stone              | 1       | 2008 |
| 100 величайших гитарных треков            | Q                          | 42      | 2005 |
| 500 величайших песен всех времён          | Rolling Stone              | 7       | 2021 |
| 500 песен, сформировавших рок             | Rock and Roll Hall of Fame | н/д     | 1995 |
| Топ 10000 песен                           | Acclaimed Music            | 5       | н/д  |

## Чарты и сертификация
Чарты
| Чарт                                         | Год  | Высшая позиция |
| -------------------------------------------- | ---- | -------------- |
| США (Billboard Hot 100)                      | 1958 | 8              |
| США (Cash Box Top Singles)                   | 1958 | 11             |
| Франция                                      | 2012 | 73             |
| США (Billboard Hot Rock & Alternative Songs) | 2017 | 9              |
| Швейцария (Schweizer Hitparade)              | 2017 | 83             |

| Чарт (1958)             | Позиция |
| ----------------------- | ------- |
| США (Billboard Hot 100) | 73      |

Сертификация
| Регион                                                                      | Сертификация | Продажи   |
| --------------------------------------------------------------------------- | ------------ | --------- |
| Италия (FIMI) · продажи с 2009 года                                         | Золотой      | 25 000    |
| Великобритания (BPI)                                                        | Золотой      | 400 000   |
| США (RIAA)                                                                  | Платиновый   | 1 000 000 |
| Данные о продажах + прослушиваниях приведены только на основе сертификации. |              |           |